# Chris Patten
Christopher Francis "Chris" Patten, Baron Patten of Barnes, född 12 maj 1944 i Cleveleys i Lancashire, är en brittisk politiker.
Patten var ledamot i brittiska underhuset 1979–1992 för det konservativa partiet. Han var statssekreterare för biståndsfrågor 1986–1989 (Minister for Overseas Development), miljöminister 1989–1990 och ordförande (Chairman) för Konservativa partiet 1990–1992. Han anses på den sistnämnda posten ha varit en av huvudarkitekterna bakom John Majors överraskande valseger 1992. Patten förlorade dock sin egen parlamentsplats och utnämndes samma år till guvernör över Hongkong, ett ämbete han upprätthöll fram till 1997 då kronkolonin återlämnades till Kina. 
1998 tilldelades han Order of the Companions of Honour av drottning Elisabet II och 1998–1999 ledde han Independent Commission on Policing for Northern Ireland, även kallad Pattenkommissionen, som övervakade Långfredagsavtalets efterlevnad. Patten var därefter EU-kommissionär med ansvar för yttre förbindelser i Prodi-kommissionen 1999–2004.
Sedan 2003 är Patten kansler och ceremoniellt överhuvud för Oxfords universitet.